# Eupithecia dodoneata
Eupithecia dodoneata là một loài bướm đêm thuộc họ Geometridae. Loài này được tìm thấy ở châu Âu.
Sải cánh dài 19–22 mm. The moths gặp ở tháng 5 đến tháng 6 tùy theo địa điểm.
Ấu trùng ăn Crataegus và Quercus.

## Hình ảnh

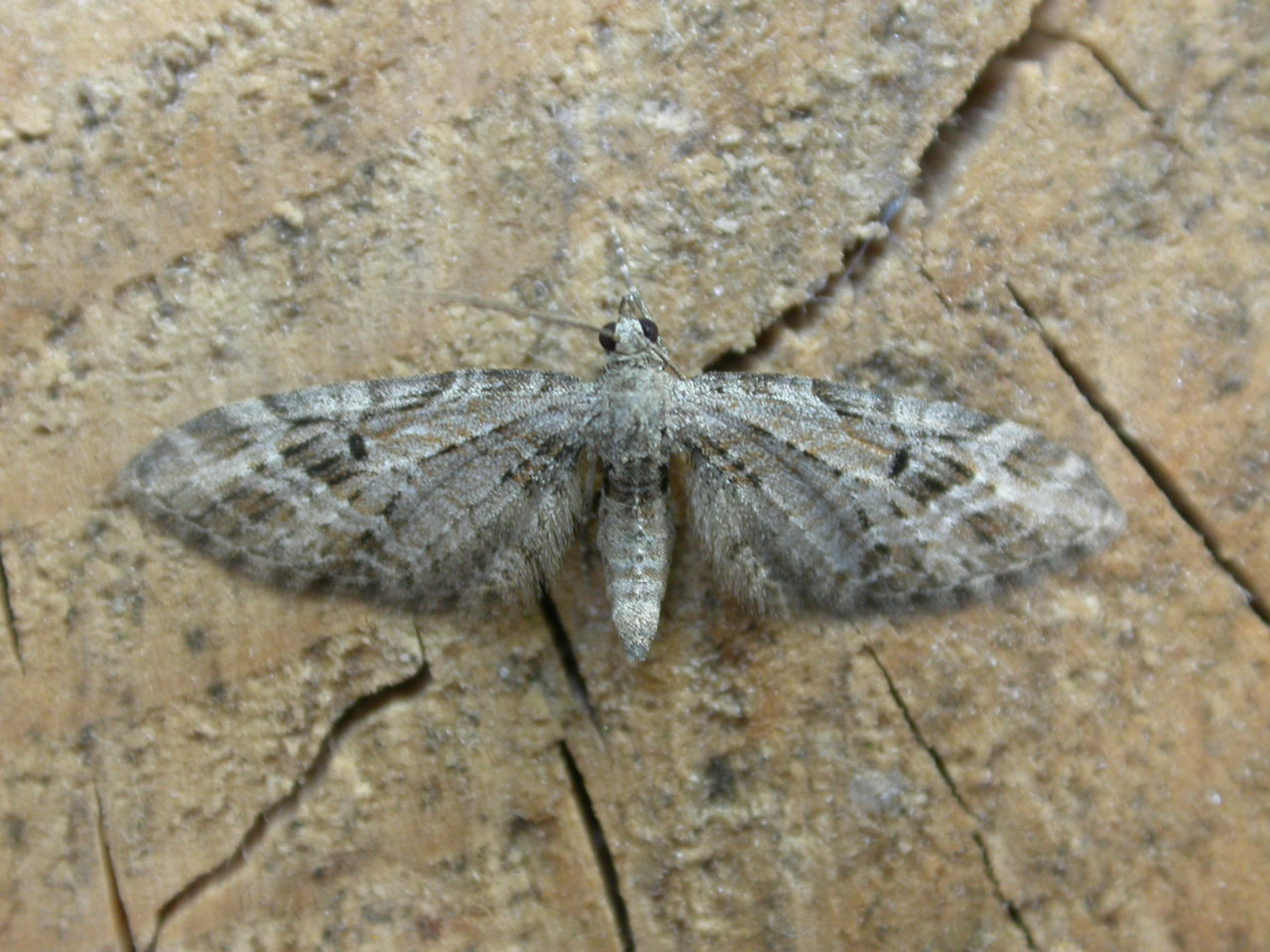
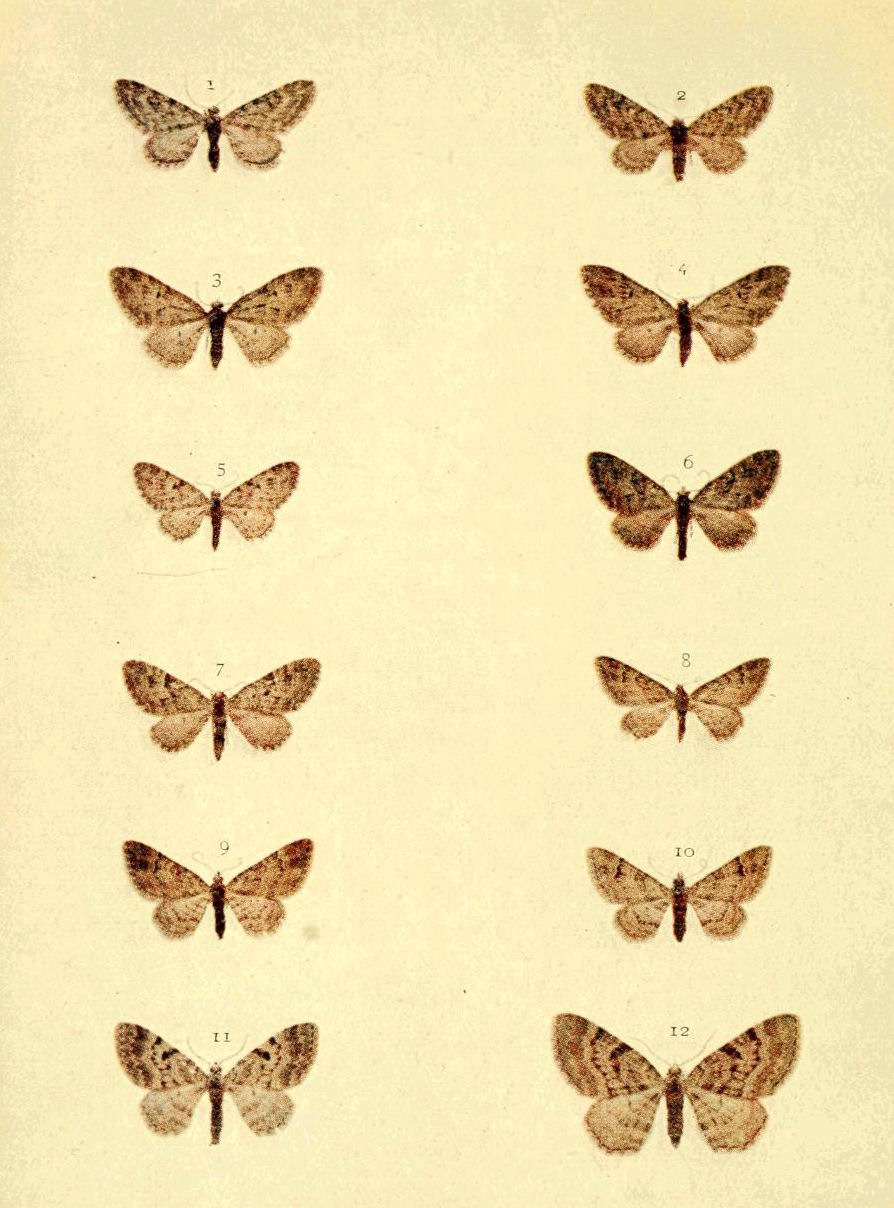